# Le Serpent (film, 2006)
Pour les articles homonymes, voir Le Serpent.
Pour plus de détails, voir Fiche technique et Distribution.
Le Serpent est un film français réalisé par Éric Barbier sorti en 2006.

## Synopsis
Vincent Mandel, photographe de mode et père de famille en instance de divorce, se retrouve dans des situations compromettantes qu'il doit à un ancien camarade de classe, Joseph Plender. Par désir de vengeance, ce dernier orchestre machiavéliquement la vie du photographe. Il utilisera tous les moyens pour le manipuler : meurtre, chantage, bizutage, etc. Vincent voit sa vie devenir un enfer, mais il lui reste un petit espoir : vaincre Plender en jouant son jeu après avoir décelé son talon d'Achille…

## Fiche technique
- Titre : Le Serpent
- Réalisation : Éric Barbier
- Scénario : Éric Barbier, Trân-Minh Nam, d'après l'œuvre de Ted Lewis
- Photographie : Jérôme Robert
- Musique : Renaud Barbier
- Montage : Véronique Lange
- Son : Ken Yasumoto et Selim Azzazi
- Décors : Pierre Renson
- Costumes : Claire Gérard-Hirne
- Production : Éric Zaouali, Olivier Delbosc, Eric Jehelmann, Marc Missonnier et Pierre Rambaldi
- Sociétés de production : Fidélité Films et Big World
- Sociétés de distribution : Wild Bunch Distribution
- Budget : 8 000 000 d'euros
- Pays de production :  France
- Langue originale : français
- Format : couleur — 35 mm — 1,85:1 — son Dolby SRD / DTS
- Genre : thriller
- Durée : 119 minutes
- Dates de sortie : 
  - Ukraine : octobre 2006 (Festival international du film de Kiev Molodist)
  - France : 10 janvier 2007
  - Belgique : 17 janvier 2007
- Classification :
  - France : tous publics avec avertissement

## Distribution
- Yvan Attal : Vincent Mandel
- Clovis Cornillac : Joseph Plender
- Pierre Richard : Maître Gilles Cendras
- Simon Abkarian : Samuel Coscas (Sam)
- Minna Haapkylä : Hélène Mandel
- Olga Kurylenko : Sofia
- Gérald Laroche : Becker
- Jean-Claude Bouillon : Max
- Veronika Varga : Catherine
- Pierre Marzin : Carbona
- Bernard Bolzinger : Jean-Paul
- Alain Cerrer : Médecin Pompier
- Catherine Davenier : Madame le juge
- Ursula Deuker : Margritt
- Ingrid Donnadieu : Réceptionniste Danalogic
- Julien Dubois : Mathieu
- Georges Fracass : Policier ami de Max
- Janina Gaczol : Madame Kolodzé
- Carole Gaessler : Carole Gaessler
- Daniel Isoppo : Georges
- Patrick Jacquet : Policier
- Alain Jarrige : Franck
- Véronique Kapoyan : Valérie
- Katia Lewkowicz : Maître Leroy
- Olivier Loustau : Policier cimetière
- Michaël Moyon : Sertis
- Éric Naggar : Le juge d'instruction
- Jordy Serras : Responsable marketing
- Manon Tournier : Juliette, fille de Joseph Plender
- Jürgen Zwingel : Paul
- Jean Topart : voix du récitant du documentaire télé

## Adaptation
Le Serpent est tiré d'un roman policier de l'écrivain britannique Ted Lewis, Plender (le livre est intitulé d'après le nom du principal protagoniste de l'histoire). Le réalisateur a découvert l'œuvre de Ted Lewis grâce à l'adaptation d'un autre de ses livres, Get Carter, adapté au cinéma par Mike Hodges.